# Raffreddamento stocastico
Il raffreddamento stocastico è una tecnica per ridurre le differenze in energia e la divergenza angolare in un fascio di particelle cariche. Questo viene fatto misurando la posizione di alcune delle particelle del fascio rispetto alla posizione richiesta e, tenendo conto di questa misura, applicando delle correzioni (un cosiddetto kick, calcio).  Questa è un'applicazione della retroazione negativa. Viene chiamato "raffreddamento" perché si può associare una temperatura interna al pacchetto. Se si sottrae l'impulso medio del pacchetto all'impulso di ogni singola particella, le particelle si muoveranno con un moto casuale, come le molecole di un gas. Più questo movimento è vigoroso e più il pacchetto è "caldo".
La prima applicazione pratica della tecnica del raffreddamento stocastico fu agli Intersecting Storage Rings al CERN. Nel 1984 è stato assegnato il Premio Nobel per la fisica a Simon van der Meer, insieme a Carlo Rubbia, per aver realizzato il primo raffreddamento stocastico su grande scala al CERN su un fascio di particelle. Il raffreddamento stocastico è stato una tecnica fondamentale per il processo di accumulazione degli antiprotoni al CERN negli anni ottanta e al Fermilab.